# Accord d'association entre le Système d'intégration centraméricain et l'Union européenne
L'Accord d'association entre le Système d'intégration centraméricain et l'Union européenne est un accord d'association signé 29 juin 2012 à Tegucigalpa au Honduras. Le traité réduit sensiblement les droits de douane entre les territoires de l'Union européenne et de la plupart des membres du système d'intégration centraméricain, à savoir, le Nicaragua, le Honduras, le Panama, le Guatemala, le Salvador et le Costa Rica, sur une grande partie des biens importés, notamment de produits agricoles. L'accord comprend trois volets : un commercial, un politique et un de coopération.

## Histoire
Le projet d'accord d'association a commence à être discuté entre les deux parties en juin 2007, ces négociations qui se sont terminées en 2010. Le Costa Rica, le Guatemala, le Salvador, le Nicaragua et le Honduras sont alors concernés par ces négociations avec l'Union européenne, le Panama ne rejoint les discussions qu'en 2010. Le texte du traité est paraphé par les deux régions, le 22 mars 2011.
Il est ratifié par le Parlement européen en décembre 2012. Il entre en application partiellement sur sa partie commerciale le 1er août 2013 pour le Honduras, le Nicaragua et le Panama, le 1er octobre 2013 pour le Costa Rica et le Salvador et le 1er décembre 2013 pour le Guatemala. 
Il est par la suite ratifié le 14 novembre 2012 par l'Estonie, le 31 mars 2013 par le Nicaragua, le 6 mai 2013 par le Panama, le 27 juin 2013 par le Guatemala, le 1er juillet 2013 par le Honduras, le 17 juillet 2013 par le Costa Rica, le 19 juillet 2013 par le Salvador, le 23 août 2013 par la République tchèque, le 18 septembre 2013 par l’Allemagne, le 29 octobre 2013 par la Hongrie, le 24 octobre 2013 par le Danemark, le 22 janvier 2014 par l'Espagne, le 27 janvier 2014 par les Pays-Bas, le 2 juin 2014 par le Luxembourg, le 15 juillet 2014 par la Lettonie.

## Contenu

### Droits de douane
L'accord supprime de manière immédiate 48 % des droits de douane des pays concernés de l'Amérique centrale, droits de douane qui correspondent, de manière pondérée en valeur, à 67 % des exportations de l'Union européenne. Ces suppressions immédiates concernent notamment les vins et certains spiritueux, l'huile d'olive, les olives, les pommes, les cerises, les raisins. 47,5 % des droits de douane de l'Amérique centrale seront concernés par des suppressions progressives sur une période 3 à 15 ans, qui représentent en valeur 31,5 % des exportations européennes. Certains produits agricoles européens accèdent à des quotas d'exemptions de droits de douane, comme le jambon cru, le lard, le lactosérum, le fromage et le lait en poudre.
À l'inverse, l'accord supprime immédiatement 91 % des droits de douane de l'Union européenne qui correspondent de manière pondérée en valeur, à 87 % des exportations des pays concernés de l'Amérique centrale. Du côté des droits de douane européens, une petite partie des droits de douane, environ 5 % supplémentaires, seront supprimés progressivement sur une durée de 3 à 10 ans. C'est notamment le cas pour les produits laitiers ou le rhum. De plus, certains produits agricoles centraméricains accèdent à des quotas d'exemptions de droits de douane, comme le sucre, la banane, la viande de bœuf, le riz, le maïs, etc.

### Barrières non tarifaires et libéralisation des services
En plus de ces nombreuses suppressions de droits de douane, l'accord inclut une harmonisation des procédés douaniers des deux régions, mais également de l'harmonisation de la réglementation phytosanitaire. L'accord vise également à harmoniser les procédures douanières entre les pays de l'Amérique centrale. 
L'accord inclut la reconnaissance par le Honduras, le Nicaragua et le Panama de 224 appellations d'origine contrôlée européennes. À l'inverse l'Union européenne reconnait par cet accord 10 appellations d'origine contrôlée. Le Honduras et le Panama simplifient également les procédures de transfert de personnels avec l'Union européenne. Plus globalement, l'accord vise pour les entreprises européennes aux mêmes accès aux services qu'ont les États-Unis dans les pays d'Amérique centrale. Cela inclut l'ouverture des marchés publics de ces pays aux entreprises de l'Union européenne, notamment des organismes publics à l'échelle nationale (sauf pour le Salvador). L'ouverture des marchés publics régionaux est limitée. L'accord ne comporte pas de clause sur la protection des investisseurs. Il possède cependant un mécanisme de règlement de différends entre les deux parties de l'accord, mécanisme similaire à celui de l'OMC.

### Volet politique et de coopération
Le volet politique inclut de nombreux objectifs visant à mettre en avant la démocratie, la paix, les droits de l'Homme, l'État de droit, la coopération internationale, le développement durable, la lutte contre les armes de destruction massive, la régulation les armes légères, la lutte contre le terrorisme, la lutte contre la criminalité, etc.
L'accord remplacera les précédents accords de coopérations politiques entre les deux régions lorsqu'il entrera pleinement en vigueur.